# Maurice Vaumousse
Maurice Vaumousse (* 30. Oktober 1876 in Paris; † 25. November 1961 in Rouen) war ein Maler der École de Rouen und Geiger an dem Théâtre des Arts de Rouen.

## Leben
Maurice Vaumousse wurde am 30. Oktober 1876 in Paris geboren. Schon früh zeigte er großes Interesse an Musik und bildender Kunst, das von seinen Eltern gefördert wurde. Er begann seine künstlerische Ausbildung an der École des Beaux-Arts und später an der von Joseph Delattre gegründeten Académie Libre. Seine berufliche Karriere als Musiker begann 1901, als er Geiger am Théâtre des Arts in Rouen wurde. In den Sommermonaten spielte er in Berck und Dünkirchen und erhielt eine Anstellung im Casino von Vichy. Ab 1905 verband ihn eine enge Freundschaft mit seinem Lehrer Joseph Delattre, die seine künstlerische Entwicklung entscheidend beeinflusste. Maurice Vaumousse stellte 1906 erstmals in Rouen aus und wurde Gründungsmitglied des Salon des Artistes Rouennais. Seine Werke wurden häufig in der Galerie Legrip ausgestellt. Seine Werke fanden Anklang, auch wenn Kritiker wie Georges Dubosc auf gewisse stilistische Inkonsequenzen hinwiesen.
Während des Ersten Weltkriegs diente Maurice Vaumousse als Dolmetscher und unterbrach vorübergehend seine künstlerische Tätigkeit. Nach dem Krieg wandte er sich wieder der Musik und der Malerei zu, stellte regelmäßig aus und heiratete 1921 Marie Cavelier. Von 1919 bis 1939 stellte Maurice Vaumousse seine Werke in Rouen und Paris aus, unter anderem in der Galerie Sélection. Seine Kunst, die oft von seinem Lehrer Delattre beeinflusst war und sich durch eine kraftvolle Darstellung auszeichnete, fand zunehmend Anerkennung. In dieser Zeit erwarben Museen und Sammler seine Werke und er erhielt positive Kritiken in Kunstzeitschriften.
Im Zweiten Weltkrieg verlor Maurice Vaumousse viele seiner Werke durch Bombenangriffe. Nach dem Krieg nahm er seine Tätigkeit in Rouen wieder auf und blieb bis 1954 aktiv, als er zum Officier de l’Instruction Publique ernannt wurde. Maurice Vaumousse starb am 25. November 1961 im Alter von 85 Jahren, nachdem er sein Leben als Musiker und Maler verbracht hatte. Seine Werke wurden weiterhin regelmäßig ausgestellt und er hinterließ ein bedeutendes künstlerisches Erbe.

## Werk und Persönlichkeit
Maurice Vaumousse malte bis zu seinem Ableben und schuf somit ein Œuvre von 2400 bis 2600 Gemälden. Als ausgebildeter Impressionist zeigte er sich resistent gegenüber den verschiedenen Strömungen, die die Malerei zwischen 1905 und 1918 revolutionierten. Dennoch nahm er sich einige Freiheiten heraus, indem er die Trennung der Farbtöne zugunsten einer Verschmelzung aufgab. Die Werke des Künstlers sind häufig von einer melancholischen Stimmung geprägt und geben die Umgebung von Rouen sowie insbesondere die Ufer der Seine, die sich im Laufe der Zeit stark verändert haben, auf eindrucksvolle Weise wieder. In seinen Gemälden, die in südlichen Gefilden wie Saint-Tropez, Venedig oder Spanien entstanden sind, manifestiert sich das Licht der Normandie in einer Weise, die seine Begeisterung für die Darstellung dieser warmen Harmonien widerspiegelt. Er war ein sensibler und feinfühliger Mensch, von großer Bescheidenheit und ein Künstler, der sich der Darstellung warmer Harmonien verschrieben hatte. Er malte nur aus „Lust an der Kunst“ und zeichnete sich darüber hinaus durch Tüchtigkeit und Fleiß aus. Seit ihrer Gründung hat er der Société des Artistes Rouennais wertvolle Hilfe geleistet.